# Hobyot
Le hobyot, également appelé hewbyót ou hobi, est une langue parlée à la frontière entre Oman et Yémen. Il reste très proche du mehri et du shehri, dialectes voisins et de la même famille des langues sudarabiques modernes. 
Encore aujourd'hui très peu étudiée des linguistes, elle reste en grand danger d'extinction avec moins d'une centaine de locuteurs en Oman, peut-être 400 au Yémen. Il est en outre difficile d'en recenser les locuteurs dans cette région où les frontières dialectales sont parfois difficiles à tracer avec le mehri. Cette langue est de plus en plus délaissée par les nouvelles générations au profit de l'arabe. Elle ne dispose d'aucun système d'écriture et n'est ainsi pas enseignée dans les écoles.

Situation du hobyot, ici en vert.